# هارولد بوكوالد
هارولد بوكوالد هو محامي كندي، ولد في 22 فبراير 1928 في وينيبيغ في كندا، وتوفي في 17 أبريل 2008.